# Фридрих фон Хоенлое-Лангенбург
Фридрих фон Хоенлое-Лангенбург (на немски: Friedrich von Hohenlohe-Langenburg; * 27 юни 1553 в Нойенщайн; † 12 април 1590 в Лангенбург) от линията Хоенлое-Нойенщайн е граф на Хоенлое-Лангенбург.
Той е петият, най-малкият син на граф Лудвиг Казимир фон Хоенлое-Валденбург-Нойенщайн (1517 – 1568) и спругата му графиня Анна фон Золмс-Лаубах-Лих (1522 – 1594), дъщеря на граф Ото I фон Золмс-Лаубах и принцеса Анна фон Мекленбург.

## Фамилия
Фридрих се жени на 12 май 1585 г. в Целе за херцогиня Елизабет фон Брауншвайг-Люнебург (* 19 ноември 1565 в Хановер; † 17 юни 1621 в Кобург), дъщеря на херцог Вилхелм фон Брауншвайг-Люнебург (1535 – 1592) и съпругата му принцеса Доротея Датска (1549 – 1614), дъщеря на крал Кристиан III от Дания.
Те имат една дъщеря:
- Доротея София (* 1589; † 1597 в Гайлдорф, погребана в Йоринген)

Той умира на 12 април 1590 г. в Лангенбург и е погребан в Йоринген. Наследен е от брат му Волфганг фон Хоенлое-Вайкерсхайм (1546 – 1610).